# به کوی میکده هر سالکی که ره دانست
غزلی با مطلعِ «به کوی میکده هر سالکی که ره دانست» غزل شمارهٔ ۴۷ از دیوانِ حافظ در تصحیحِ محمد قزوینی و قاسم غنی است.

## در اجراها
عبدالوهاب شهیدی در برنامهٔ شمارهٔ ۵۱ از مجموعهٔ گل‌های تازه این غزل را در دستگاهِ شور اجرا کرده است.